# 近鉄橿原線
橿原線（かしはらせん）は、奈良県奈良市の大和西大寺駅から奈良県橿原市の橿原神宮前駅までを結ぶ近畿日本鉄道（近鉄）の鉄道路線である。
駅ナンバリング等で使われる路線記号はBで、番号は直通運転している京都線と一体（京都駅を01とする）で振られている。

## 概要
奈良盆地の中央を南北に貫き、奈良近郊と橿原を結ぶ。京都線の延長線として京都と橿原、さらには大和八木駅で大阪線と接続しており、京都・奈良と三重県中部・伊勢志摩地方をつなぐルートにもなっている。直通運転はできないものの京都と吉野方面の連絡も担う。京都線と合わせて近鉄の背骨ともいえる主要5大ルートの一つを形成しており、近鉄路線網の中で京都、奈良、伊勢志摩、吉野の回遊を支える重要な役割を担っている。また、支線格となる天理線関係の波動輸送の需要も大きく、神戸・大阪から天理をつなぐルートの一部を構成する。
PiTaPa・ICOCAなどの全国相互利用サービスのIC乗車カードが使用できる。また、以前はスルッとKANSAI対応カードおよびJスルーカードにも対応していた。一般列車は車掌のタブレット操作による車内自動放送を実施している（2016年3月27日開始）。

### 路線データ
- 路線距離（営業キロ）：23.8 km
- 軌間：1435mm
- 駅数：17駅（起終点駅・八木西口駅含む）
- 複線区間：全線
- 電化区間：全線電化（直流1500V）
- 閉塞方式：自動閉塞式
- 最高速度：100 km/h[1]

全線、大阪統括部の管轄である（旧営業局時代は、橿原神宮前駅構内のみ天王寺営業局、それ以外は上本町営業局が管轄していた）。

## 運行形態

### 列車種別
特急・急行・普通列車が運行されている。当線を経由して京都駅 - 橿原神宮前駅間および京都駅 - 賢島駅間で運転される特急の詳細は「近鉄特急」の項を参照のこと。特急は日中は京都駅 - 橿原神宮前駅間で1時間に2本が運転され、一部時間帯に賢島駅発着の列車が追加される。 橿原線内では大和八木駅、日中に西ノ京駅（京橿特急）にも停車する。

#### 急行
橿原線では唯一の料金不要の速達種別である。
橿原線内では近鉄郡山駅、平端駅、田原本駅、大和八木駅、八木西口駅、畝傍御陵前駅に停車し、日中に限り西ノ京駅にも停車する。大多数の列車が京都線に直通し、終日、京都駅 - 橿原神宮前駅間のほか、朝夕に天理線に直通して京都駅 - 天理駅間にも運転されている。昼間時は橿原神宮前駅発着が1時間に2本（30分間隔）運転される。また、一部の大和西大寺駅発着の列車には、大和西大寺駅で種別変更して奈良線では快速急行・準急・普通として、京都線では普通として、それぞれ直通運行されるものもある。2025年2月22日のダイヤ変更では、平日朝に大阪難波駅 - 天理駅間に1往復（天理行きは阪神神戸三宮発大阪難波行き快速急行からの種別変更）、土・休日の夕方に天理発大阪難波行きが、それぞれ設定された。従来橿原線内では待避可能駅である平端駅で特急列車を待避せず、全列車が大和西大寺駅 - 天理駅・橿原神宮前駅間で先着していたが、2022年の12月のダイヤ変更で一部の急行列車が平端駅で特急列車の待避が行われるようになった。編成両数は、一部の列車が4両編成で運転されるが基本は6両編成で運転される。
西ノ京駅への急行停車は2007年3月のダイヤ変更から土曜・休日ダイヤの昼間時のみ実施しており、2012年3月のダイヤ変更以降は平日にも停車するようになった。
後述のように大阪難波駅 - 天理駅間直通の急行列車は天理教の祭事の開催日に運行される臨時列車であったが、2025年2月22日のダイヤ変更からは天理教の祭事以外の日にも平日は毎日1往復、土休日は天理駅発のみ1本が運行されるようになった。

#### 普通
終日、京都駅・大和西大寺駅 - 橿原神宮前駅間のほか、朝夕は天理線に直通して大和西大寺駅 - 天理駅間でも運転されている。昼間時は1時間に橿原神宮前駅発着が3本（約20分間隔）が設定されている。編成両数は原則として4両編成であるが、早朝・深夜の天理線直通1往復は2両編成であり、これは奈良線系統では唯一の存在である。
特急列車の待避および急行との緩急接続は平端駅で行われるが、橿原神宮前駅発着の列車は橿原線内を全区間先着で運転される列車も存在する。
2010年3月のダイヤ変更から2012年3月のダイヤ変更までは、土休日の日中の一部の天理線直通列車が天理線内折り返し列車に縮小されており、橿原神宮前駅発着の毎時4本のみという時間帯も生じていた。2012年3月のダイヤ変更までは、時間帯によっては大和西大寺駅から同駅始発の京都行普通列車に系統変更するものも多くあったり、時刻表などの上では線内列車として扱われているが、実際には京都発大和西大寺行きの京都線普通列車がそのまま引き続き橿原神宮前行きまたは天理行きとして運転されるものも多かった。現在では京都線直通列車として運転されている。
また、2012年3月から2021年7月のダイヤ変更までは日中にも天理線直通の列車が毎時1本運行され、大和西大寺駅 - 平端駅間は橿原神宮前発着列車も合わせて毎時4本設定されていたが、2021年7月のダイヤ変更で日中の天理線直通列車が天理線内折り返し列車に縮小された。

### 過去にあった列車種別

#### 準急
1972年まで近鉄難波駅（1970年の難波線開業以前は上本町駅）から天理駅まで定期列車として運行されていた。橿原線内は各駅に停車していた。

### 回送列車
平日早朝の特急用車両による大和西大寺駅発のものや田原本線への回送列車を含め、橿原線内の全区間で設定されているが、八木西口駅 - 橿原神宮前駅間では大阪線五位堂検修車庫で車両検査を行う際の回送列車が不定期で運転されることがあり、後述の南大阪線車両の牽引回送時にも八木西口駅隣接の短絡線を通過して大阪線に入線している。

### 運転本数
線内の昼間時の1時間毎の運転本数をまとめると以下のようになる。
- 特急2本、急行2本、普通3本

### 大晦日終夜運転
大晦日から元旦にかけての終夜運転は、近年では京都駅から伊勢方面および橿原神宮前駅への特急が両者合わせて30 - 60分間隔で運転されているほか、大和西大寺駅 - 橿原神宮前駅間に普通を20 - 30分間隔で運行する形態となっている。ただし、2009年（平成21年）12月31日から2010年（平成22年）1月1日にかけての終夜運転では普通の本数が例年より減少した。2020年は終夜運転を実施しない。時刻については近鉄の公式ホームページでも掲載される。

### 臨時列車・臨時停車
2010年に、第27回全国都市緑化ならフェアが県営馬見丘陵公園で開催されることを受けて、利用客の便宜を図って、大和西大寺発新王寺行き臨時急行「やまと花ごよみ号」が運転された。奈良市などから会場北側に位置する田原本線池部駅への直通列車として運転するもので、橿原線内は定期急行列車の停車駅で運転し、西田原本駅で折り返した後、田原本線内は定期列車の時刻で普通列車として運転した。
運転期間は当初10月18日から20日までの3日間のみであったが、11月13日と14日の2日間にも追加運転された。各日往路1本運転し、期間中の田原本線内では「やまと花ごよみ」のヘッドマークを掲出して運転していた。
天理教の祭事が行われる時の臨時急行は、奈良線に直通する大阪難波駅 - 天理駅間の列車も運行されており、2025年2月22日のダイヤ変更以降は前述の平日・土休日運転の列車と合わせて運行されている。
西ノ京駅は2007年3月24日のダイヤ変更では土休日に、2012年3月20日のダイヤ変更からは平日にもいずれも日中時間帯に急行が停車するようになったが、それ以前にも近隣の薬師寺でライブなどのイベント開催時には臨時停車していた時期があったほか、それ以降も薬師寺でイベント開催時には利便性を高めるため、日中時間帯以外の一部の急行が臨時停車することがある。

## 車両
奈良線・京都線で使われる車両が橿原線でも使用されている。
8600系8619Fや京都市営地下鉄烏丸線乗り入れ対応の3200系・3220系、5800系・5820系L/Cカー、1026系1026F - 1029F、9820系といった6両固定編成および、3両編成を2編成併結した8000系・8400系の6両編成は急行通過駅のプラットホーム有効長の関係で急行に限定して使用される。
終点の橿原神宮前駅構内には、標準軌の橿原線と狭軌の南大阪線・吉野線との台車交換施設があり、南大阪線系の車両が大阪線五位堂検修車庫で検査の際には、この台車交換施設で台車を交換し、大阪線所属の電動貨車モト90形（97・98）で牽引搬送して検査入場している。

## 運賃計算の特例
橿原線は大阪線・奈良線と組み合わせると布施駅 - 大和西大寺駅 - 大和八木駅 - 布施駅が「環状経路」となっているため、運賃計算上の特例が存在する。
- 普通券・回数券では、「環状経路」内は最短経路で運賃を計算するが、最短ではない経路で乗車することもできる。
- 定期券では、橿原線の尼ヶ辻駅 - 新ノ口駅間と大阪線難波線の大阪難波駅 - 布施駅間を発着とする定期券については、大和西大寺駅経由または大和八木駅経由のどちらでも乗車できる。ただし、券面に記載されていない経路では途中下車できない。

## 歴史
大阪電気軌道（大軌）が最初に建設した現在の奈良線に次ぐ路線として、畝傍線（うねびせん）の名で西大寺駅 - 橿原神宮前駅間が1923年までに全通した。同線への免許が交付されるに当たり、天理軽便鉄道（現在の近鉄天理線）と大和鉄道（現在の近鉄田原本線）を買収することが条件付けられたが、前者は1921年に合併したものの、後者については諸事情があって遅れ、傘下に置いたのは1924年ごろ、自社線にしたのは大和鉄道が信貴生駒電鉄に合併されて、大阪電気軌道が近畿日本鉄道となった後の1964年であった。
当初は大阪から橿原方面へ向かうルートとしての役割も担っていたが、短絡ルートとなる八木線（後に桜井線を経て現在の大阪線となる）が1925年に開業したことで、上本町 - 八木間におけるその地位は譲った。しかし、1928年には奈良電気鉄道（1963年に買収されて近鉄京都線となる）が開業し、今度は京都から橿原・吉野・伊勢方面への連絡ルートとしての使命も果たすようになった。なお奈良電気鉄道は、開業当初から奈良線・畝傍線と直通運転を行っていた。
その後橿原神宮の神域拡張のため、1939年に八木西口駅 - 橿原神宮駅（現在の橿原神宮前駅）間を東側の現在の位置に移設している。この時、線名も現在の橿原線となった。
なお1966年に京都駅から伊勢方面へ向かう「京伊特急」が新設された際、当初は連絡線の配置の都合から大和八木駅を2回通り、八木西口駅と大和八木駅の構内で2度スイッチバックする形態の運行をしていたが、1967年には新ノ口駅から直接大阪線の大和八木駅へ入れる新しい短絡線を完成させ、入れ換えの煩わしさを解消させている。
橿原線は、架線電圧の1500Vへの昇圧後も建築限界（車両限界）が、標準軌の他路線よりも狭隘なまま残り、車両の製造・運用面での制約となっていた（京都線で奈良線用大型通勤車の運用が始まった後も、橿原線直通の運用には800系・820系の使用を余儀なくされた。また特急専用車両でも、当路線での使用を前提とした18000系・18200系・18400系は、幅の狭い車体を採用している）。1973年9月に建築限界の拡大工事が完了し、制約が解消された。

### 年表
- 1918年（大正7年）11月19日：大阪電気軌道が奈良県生駒郡伏見村（西大寺駅付近） - 奈良県高市郡白橿村（橿原神宮駅付近）間の特許取得[10]。
- 1921年（大正10年）4月1日：大阪電気軌道が畝傍線として西大寺駅（現在の大和西大寺駅） - 郡山駅（現在の近鉄郡山駅）間を複線で開業。
- 1922年（大正11年）4月1日：郡山駅 - 平端駅間が複線で開業。
- 1923年（大正12年）
  - 3月21日：平端駅 - 橿原神宮前駅（現在の駅とは別）間が開業。八木駅（現在の八木西口駅） - 橿原神宮前駅間は複線。
  - 12月24日：石見駅 - 八木駅間が複線化[11]。
- 1924年（大正13年）
  - 3月2日：平端駅 - 石見駅間が複線化され全線複線化[11]。
  - 11月：畝火山駅を畝傍山駅に改称。
- 1928年（昭和3年）8月：八木駅を大軌八木駅に改称[12]。
- 1929年（昭和4年）1月5日：大阪電気軌道桜井線（現在の大阪線）開通に伴い、立体交差部分に大軌八木駅を移転して大軌八木駅とし、これまでの大軌八木駅は八木西口駅となる（扱い上は大軌八木駅構内の別ホーム）。
- 1930年（昭和5年）7月10日：吉野線の橿原神宮前駅 - 久米寺駅（現在の橿原神宮前駅）間を三線軌条化し、畝傍線の電車が乗り入れ開始。
- 1937年（昭和12年）3月：畝傍山駅を神武御陵前駅に改称。
- 1939年（昭和14年）7月28日：八木西口駅 - 神武御陵前駅 - 橿原神宮前駅間を廃止。八木西口駅 - 橿原神宮駅（現在の橿原神宮前駅）の新線が開業。畝傍線を橿原線に、神武御陵前駅を移転し畝傍御陵前駅に改称。
- 1940年（昭和15年）4月1日：久米寺駅を橿原神宮駅駅に統合。
- 1941年（昭和16年）3月15日：大軌郡山駅を関急郡山駅に、大軌田原本駅を関急田原本駅に、大軌八木駅を大和八木駅に改称。
- 1942年（昭和17年）10月1日：大和西大寺駅 - 八木西口駅間を、軌道法に基づく軌道から地方鉄道法に基づく鉄道に変更（八木西口駅以南は、1939年の新線切り替え以来鉄道）。
- 1944年（昭和19年）6月1日：関急郡山駅を近畿日本郡山駅に、関急田原本駅を近畿日本田原本駅に改称。
- 1964年（昭和39年）10月1日：近畿日本田原本駅を田原本駅に改称。
- 1967年（昭和42年）12月20日：新ノ口駅 - 大和八木駅間に大阪線伊勢中川方面との連絡線完成。
- 1968年（昭和43年）10月10日：ATS使用開始。
- 1969年（昭和44年）9月21日：架線電圧を600Vから1500Vに昇圧。
- 1970年（昭和45年）3月1日：近畿日本郡山駅を近鉄郡山駅に、橿原神宮駅駅を橿原神宮前駅に改称。
- 1973年（昭和48年）9月20日：建築限界拡大工事竣工。
- 1977年（昭和52年）6月5日：筒井駅付近（約1km）高架化。
- 1979年（昭和54年）7月1日：ファミリー公園前駅開業（当初は季節限定の臨時駅として開業）。
- 1992年（平成4年）12月20日：大和西大寺駅 - 平端駅間に列車運行管理システム(KOSMOS)稼働開始。
- 1993年（平成5年）9月21日：ファミリー公園前駅に普通が終日停車となる[13]。
- 1996年（平成8年）3月15日：23000系（伊勢志摩ライナー）を京伊特急（・京奈特急）にも運用開始。
- 1998年（平成10年）4月1日：平端駅 - 橿原神宮前駅間に列車運行管理システム(KOSMOS)稼働開始。
- 2000年（平成12年）
  - 3月15日：天理駅発着の急行のうち昼間の毎時1本を橿原神宮前駅発着の急行および平端駅 - 天理駅間普通に置き換え、昼間の平端駅 - 橿原神宮前駅間は特急を除けば毎時急行3本・普通3本に増発。また大和西大寺駅 - 天理駅間の普通のうち昼間の毎時1本が平端駅 - 天理駅間に短縮され、昼間の大和西大寺駅 - 平端駅間は普通が毎時5本から4本に削減。急行で3220系運行開始。
  - 3月21日：ご乗降確認システム（フェアシステムK）稼働開始。
- 2001年（平成13年）
  - 2月1日：各駅でスルッとKANSAI対応カードの取り扱い開始。これに伴い、大和西大寺駅・田原本駅・大和八木駅・橿原神宮前駅における「途中下車指定駅」の制度が廃止。
  - 10月14日：各駅でJスルーカードの取り扱い開始。
- 2002年（平成14年）5月29日：天皇・皇后の奈良視察に伴うお召し列車を橿原神宮前駅発京都駅行で運転（同月27日にも京都駅発近鉄奈良駅行で運転）。21000系（アーバンライナー）の第11編成を4両に短縮の上で充当。
- 2003年（平成15年）3月6日：京伊特急の一部が大和八木駅 - 賢島駅間で阪伊乙特急と併結運転。橿原神宮前駅発着の急行のうち昼間の毎時1本を普通に置き換え、昼間の平端駅 - 橿原神宮前駅間は特急を除けば毎時急行2本・普通4本となる（大和西大寺駅 - 平端駅間も昼間の普通は実質的に毎時5本に戻される）。
- 2007年（平成19年）
  - 3月24日：急行停車駅に西ノ京駅が一部追加（土休日ダイヤの日中のみ）[5]。
  - 4月1日：各駅でPiTaPa・ICOCAの取り扱い開始。
- 2009年（平成21年）3月1日：Jスルーカードの自動改札機・のりこし精算機での取り扱いを終了[14]。
- 2010年（平成22年）
  - 3月20日：特急停車駅に西ノ京駅も一部追加（土休日ダイヤの日中のみ）。
  - 10月10日：天皇・皇后の奈良視察に伴うお召し列車を、近鉄奈良駅から大和西大寺駅・大和八木駅経由で室生口大野駅まで運転（同日には大和朝倉駅から大阪上本町駅間にも運転され、同月7日には京都駅から近鉄奈良駅間にも運転）。21020系（アーバンライナーnext）21021F を充当[15][16]。
- 2012年（平成24年）3月20日：特急・急行の停車駅に、西ノ京駅が平日ダイヤの日中にも追加。
- 2014年（平成26年）
  - 10月10日：京伊特急にも観光特急50000系（しまかぜ）を運用開始[17]。
  - 11月15日：天皇・皇后の奈良視察（全国豊かな海づくり大会臨席など）に伴うお召し列車を、京都駅から橿原神宮前駅まで運転（片道のみ。11月17日には近鉄奈良駅から京都駅間にも運転）[18]。
- 2016年（平成28年）4月2・4日：天皇・皇后の奈良視察（神武天皇式年祭参拝など）に伴うお召し列車を、京都駅 - 橿原神宮前駅間に運転（往路は2日、復路は4日）[19]。

## 今後の予定
八木西口駅 - 畝傍御陵前駅間の奈良県立医科大学附属病院付近に新駅の設置が計画されており、近鉄側は条件として八木西口駅の廃止を主張していた。橿原市は2020年4月、八木西口駅を移設する案、八木西口駅を存続させた上で新駅を設置する案、新駅を建設しない案の3案を比較検討する業務を、公募した業者に委託することとした。その後2022年7月に、近鉄の運賃改定における公聴会にて新駅設置に関して近鉄側が八木西口駅の廃止を条件としない形で協議を行う旨の文書を提出した。
2025年3月28日に、近鉄・奈良県・橿原市の3者が新駅設置について基本協定を締結し、2025年度に基本設計、2026・2027年度に実施設計を進め、2028年に着工、2030年度に開業する方向となった。約30億円の費用は、県が約半分を、橿原市と近鉄がそれぞれ約1割、残りは国が負担する。

## 駅一覧
- 全駅奈良県内に所在。
- 平端駅が橿原線内で唯一の列車待避可能駅。

凡例
●：停車、｜：通過、▲：昼間時のみ停車
普通列車は省略：各駅に停車
特急列車は特急列車記事を参照のこと。
| 駅番号 | 駅名               | 駅間 キロ | 営業 キロ | 急行 | 接続路線                                                             | 所在地     | 所在地     |
| ------ | ------------------ | --------- | --------- | ---- | -------------------------------------------------------------------- | ---------- | ---------- |
| B26    | 大和西大寺駅       | -         | 0.0       | ●    | 近畿日本鉄道：B 京都線（京都駅まで直通運転）・A 奈良線 (A26)         | 奈良市     | 奈良市     |
| B27    | 尼ヶ辻駅           | 1.6       | 1.6       | ｜   |                                                                      | 奈良市     | 奈良市     |
| B28    | 西ノ京駅           | 1.2       | 2.8       | ▲    |                                                                      | 奈良市     | 奈良市     |
| B29    | 九条駅             | 1.2       | 4.0       | ｜   |                                                                      | 大和郡山市 | 大和郡山市 |
| B30    | 近鉄郡山駅         | 1.5       | 5.5       | ●    |                                                                      | 大和郡山市 | 大和郡山市 |
| B31    | 筒井駅             | 2.9       | 8.4       | ｜   |                                                                      | 大和郡山市 | 大和郡山市 |
| B32    | 平端駅             | 1.5       | 9.9       | ●    | 近畿日本鉄道：H 天理線 (H32)（大和西大寺方面から天理駅まで直通運転） | 大和郡山市 | 大和郡山市 |
| B33    | ファミリー公園前駅 | 1.0       | 10.9      | ｜   |                                                                      | 大和郡山市 | 大和郡山市 |
| B34    | 結崎駅             | 1.5       | 12.4      | ｜   |                                                                      | 磯城郡     | 川西町     |
| B35    | 石見駅             | 1.4       | 13.8      | ｜   |                                                                      | 磯城郡     | 三宅町     |
| B36    | 田原本駅           | 2.1       | 15.9      | ●    | 近畿日本鉄道：I 田原本線 (I36)…西田原本駅                            | 磯城郡     | 田原本町   |
| B37    | 笠縫駅             | 1.4       | 17.3      | ｜   |                                                                      | 磯城郡     | 田原本町   |
| B38    | 新ノ口駅           | 1.8       | 19.1      | ｜   |                                                                      | 橿原市     | 橿原市     |
| B39    | 大和八木駅         | 1.4       | 20.5      | ●    | 近畿日本鉄道：D 大阪線 (D39)（特急がM 志摩線賢島駅まで直通運転）     | 橿原市     | 橿原市     |
| B40    | 八木西口駅         | 0.0       | 20.5      | ●    |                                                                      | 橿原市     | 橿原市     |
| B41    | 畝傍御陵前駅       | 2.3       | 22.8      | ●    |                                                                      | 橿原市     | 橿原市     |
| B42    | 橿原神宮前駅       | 1.0       | 23.8      | ●    | 近畿日本鉄道：F 南大阪線・F 吉野線 (F42)                             | 橿原市     | 橿原市     |

1. ↑  天理教の祭事が行われるときの天理駅発着の急行は、難波線大阪難波駅へも直通する。なお、阪神本線神戸三宮駅発が運行されることがある。
2. ↑  八木西口駅は、運賃計算上は大和八木駅と同一駅とみなされているため、独自の営業キロを持たない。なお大和八木駅 - 八木西口駅間の実キロは0.4kmである。

- ホーム有効長は大和西大寺駅が10両、西ノ京駅・近鉄郡山駅・平端駅・田原本駅・大和八木駅・八木西口駅・畝傍御陵前駅・橿原神宮前駅が6両、その他の駅は4両である。
- 尼ヶ辻駅、九条駅、ファミリー公園前駅、結崎駅、石見駅、笠縫駅、新ノ口駅は、無人駅。

## 主要駅の乗降客数
2015年11月10日調査 。
- 大和西大寺 46,530人
- 西ノ京 7,288人
- 近鉄郡山 18,377人
- 筒井 7,960人
- 平端 4,237人
- 田原本 13,173人
- 大和八木（八木西口） 36,886人
- 畝傍御陵前 3,872人
- 橿原神宮前 18,862人